# Navapolatsk

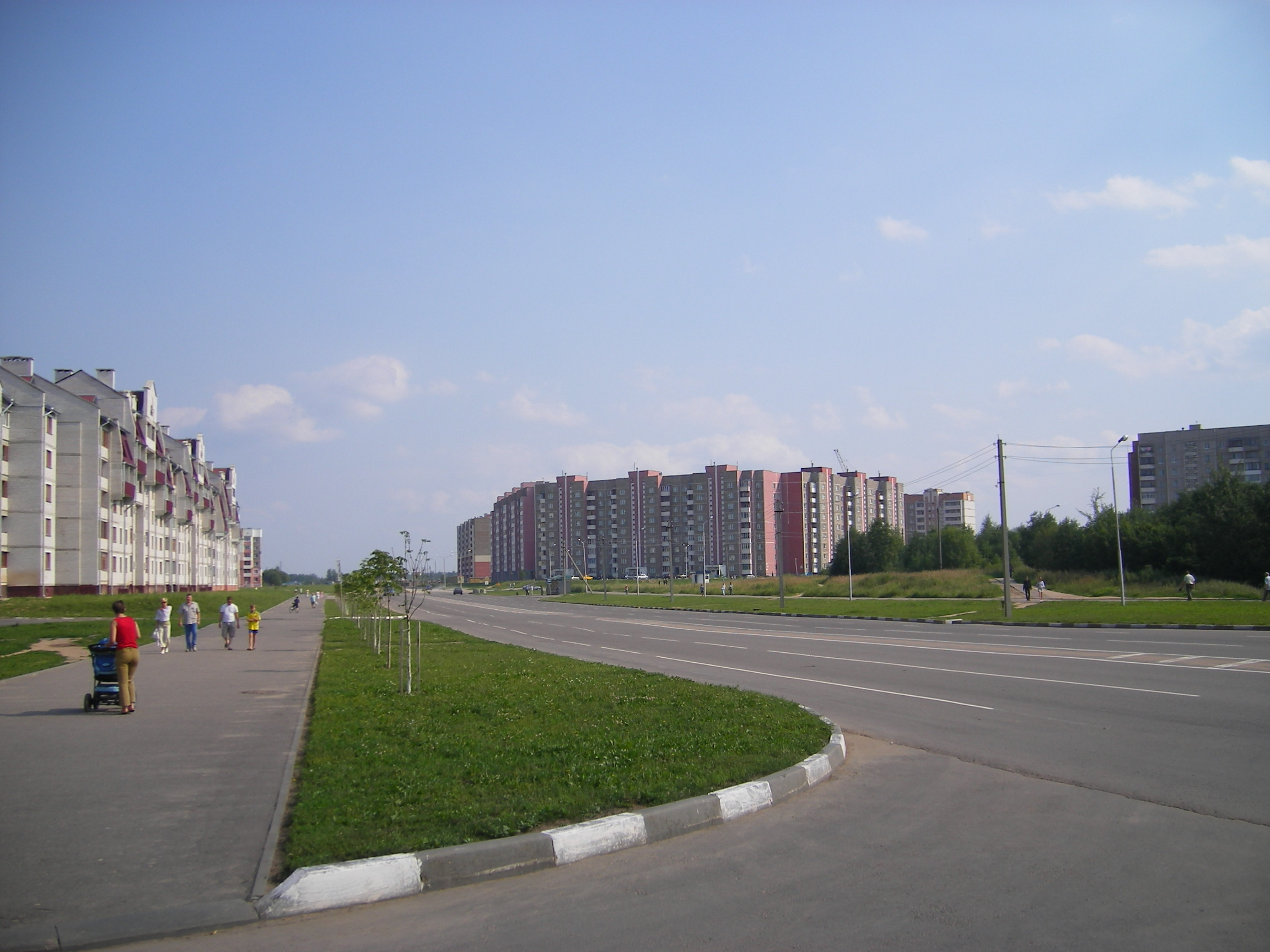
straatbeeld in Navapolatsk

Navapolatsk (Wit-Russisch: Наваполацк; Russisch: Новополоцк, Novopolotsk) is een Wit-Russische stad in de Oblast Vitebsk.
De stad heeft ongeveer 102.000 inwoners (2017) en is in 1958 gesticht. De bewoners bestaan voor 81% uit Wit-Russen, 16% Russen en 3% overigen. De stad ligt vlak bij Polatsk en de naam betekent ook Nieuw Polatsk. FC Naftan Navapolatsk is de lokale voetbalclub.
De stad ligt op de linkeroever van de Westelijke Dvina, die naar Letland stroomt en bij Riga in de Oostzee uitmondt. Op de rechteroever ligt Polotzk.

## Geschiedenis
De geschiedenis van Navapolatsk gaat terug tot 1958; het is een betrekkelijk nieuwe stad. In 1954 had men besloten om een nieuwe olieraffinaderij in de regio te bouwen. Voor de benodigde werknemers werd een nieuwe stad aangelegd. Navapolatsk beschikt over 12 scholen voor voortgezet onderwijs, 2 gymnasiums en de Staatsuniversiteit Polatsk.

## Vervoer
De stad wordt bediend door een tramlijn.

## Industrie
Van alle steden in de oblast Vitebsk heeft de stad de grootste raffinaderij en bijbehorende chemische fabrieken. Navapolatsk en Polatsk danken hun huidige bestaan grotendeels aan deze bedrijfstak. Het petro-chemische complex ligt op 2-4 km ten westen van de woonwijken, daarvan gescheiden door bos. 

### OAO "Naftan"
Naftan is de belangrijkste olieraffinaderij. Deze werd in 1959 gebouwd. De ruwe olie is afkomstig uit de Wolgaregio van Rusland en produceert dieselolie, gasolie en kerosine, daarnaast nog een aantal petrochemische producten. Een andere belangrijke onderneming is "Polymir", die plastics en polyetheen maakt. Uit dit halfproduct kan een veelheid aan andere producten gemaakt worden.

## Toerisme
De stad beschikt over zes hotels; het toerisme is echter geen belangrijke sector.
De R.K. Kerk van het Heilig hart van Jezus dateert uit 2004, de Orthodoxe Johannes de Doperkerk is van 1992.

## Geboren
- Vadzim Dzevjatowski (20 maart 1977), kogelslingeraar

## Zie ook

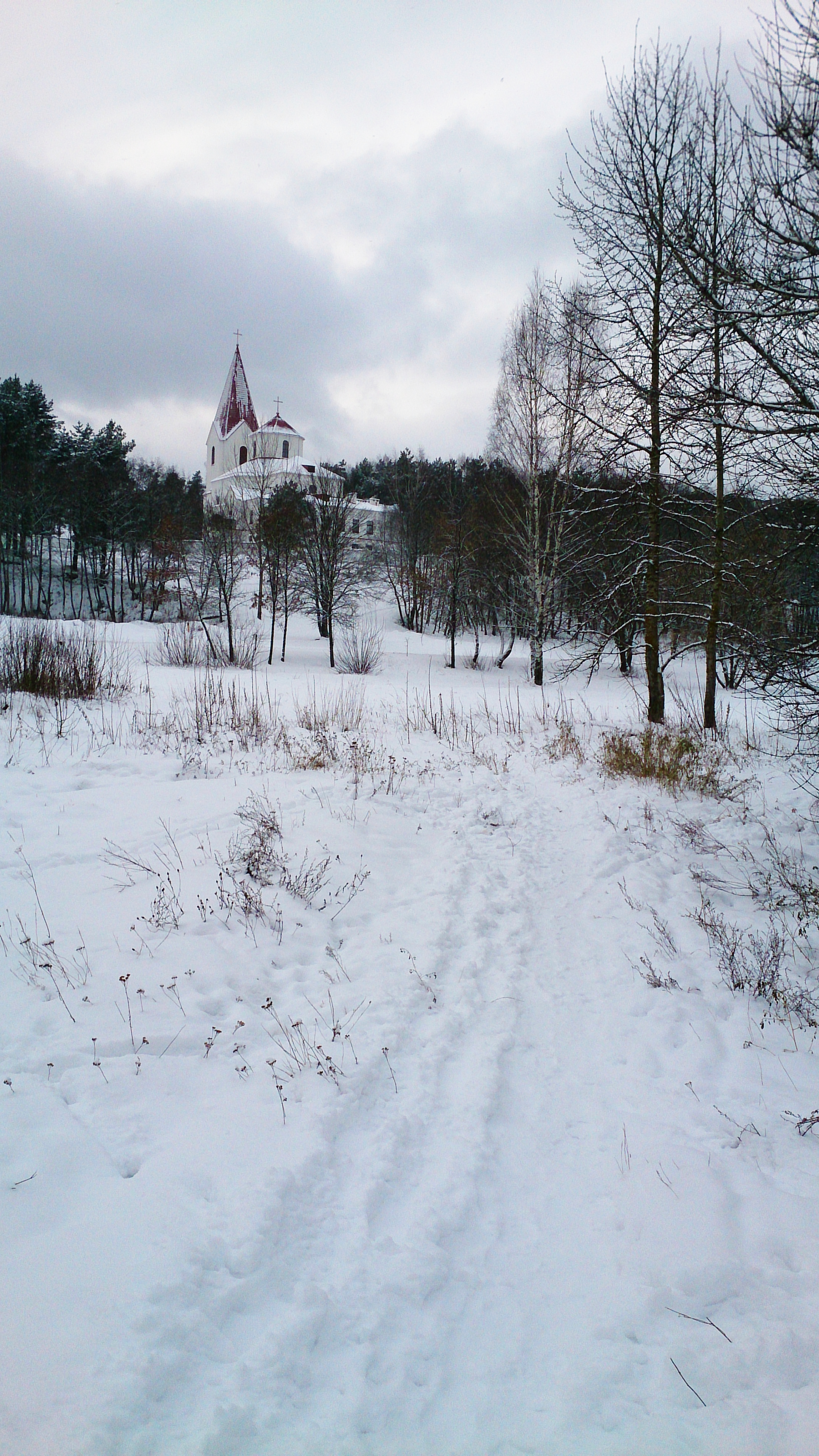
Winter in Novopolotsk, RK-kerk